# اوبری، ویلتشر
اوبری، ویلتشر (به انگلیسی: Avebury, Wiltshire) یک روستا و محله مدنی در بریتانیا است که در ویلتشر واقع شده‌است. اوبری ۵۳۱ نفر جمعیت دارد.